# إفيرالدو دي جيسوس بيريرا
إفيرالدو دي جيسوس بيريرا (بالبرتغالية: Cabore‏) (مواليد 19 فبراير 1980)، هو لاعب كرة قدم كان يلعب كمهاجم.

## وصلات خارجية
- إفيرالدو دي جيسوس بيريرا على موقع رابطة كرة القدم اليابانية للمحترفين (اليابانية)
- إفيرالدو دي جيسوس بيريرا على موقع دوري كوريا الجنوبية (الإنجليزية)
- إفيرالدو دي جيسوس بيريرا على موقع قاعدة بيانات كرة القدم.إي يو (الإنجليزية)
- إفيرالدو دي جيسوس بيريرا على موقع Soccerway.com (الإنجليزية)
- إفيرالدو دي جيسوس بيريرا على موقع عالم كرة القدم.نت (الإنجليزية)